# (14309) Defoy
(14309) Defoy est un astéroïde de la ceinture principale aréocroiseur.

## Description
(14309) Defoy est un astéroïde aréocroiseur. Il présente une orbite caractérisée par un demi-grand axe de 2,60 UA, une excentricité de 0,45 et une inclinaison de 6,5° par rapport à l'écliptique.